# تینگری (شهرک)
تینگری (به لاتین: Tingri) یک شهرک در جمهوری خلق چین است که در شهرستان تینگری واقع شده‌است. تینگری ۴٬۳۴۸ متر بالاتر از سطح دریا واقع شده‌است.